# 리만 FC
리만 FC(중국어: 理文足球會, 영어: Lee Man Football Club)는 홍콩의 축구단으로 2017년에 창단하여 현재 홍콩 프리미어리그에 참가하고 있다.

## 선수 명단

### 현역
참고: FIFA 자격 규정에 따라 소속된 국가대표팀 국기를 표시합니다. 선수는 복수의 FIFA 비회원국 국적을 가지고 있을 수 있습니다.
| 번호 | 포지션 | 국적 | 이름              |
| ---- | ------ | ---- | ----------------- |
| 4    | DF     |      | 타치바나 료야     |
| 7    | MF     |      | 미첼 폴리슨       |
| 8    | FW     | 홍콩 | 에베르통 카마르구 |
| 9    | FW     |      | 헨리 아니에르     |
| 10   | MF     | 홍콩 | 황웨이            |
| 20   | FW     |      | 파울리뉴          |

| 번호 | 포지션 | 국적 | 이름 |
| ---- | ------ | ---- | ---- |

## 우승
- 홍콩 사플링컵: 2018–19